# والتر بيليجريني
والتر بيليجريني (30 يونيو 1959 بسويسرا - ) هو لاعب كرة قدم سويسري في مركز الهجوم. لعب مع نادي بيلينزونا ونادي زيورخ ونادي سانت غالن ونادي كياسو ونادي لوزان ونادي نوشاتل زاماكس.

## وصلات خارجية
- والتر بيليجريني على موقع قاعدة بيانات كرة القدم.إي يو (الإنجليزية)
- والتر بيليجريني على موقع عالم كرة القدم.نت (الإنجليزية)